# Kagi (wyszukiwarka internetowa)
Kagi – płatna wyszukiwarka internetowa, działająca na podstawie własnego indeksu oraz danych z zewnętrznych wyszukiwarek. W obecnej formie działa od 2019 roku, a jej założycielem jest Vladimir Prelovac. Do używania wymagana jest rejestracja konta. Wyszukiwarka nie posiada reklam.
Wyszukiwarka otrzymuje około pół miliona zapytań dziennie, wysyłanych przez prawie 27 tysięcy zarejestrowanych osób (maj 2024). Oferowana jest też wersja próbna umożliwiająca wykonanie 100 wyszukań.

## Historia
Swoją działalność Kagi rozpoczęło w 2018 roku najpierw pod adresem kagi.ai. Projekt miał na celu skupienie się na wykorzystaniu sztucznej inteligencji tak, żeby mogła odpowiadać na naturalnie brzmiące pytania, co w efekcie miało zastąpić wpisywanie słów kluczowych jako elementów wymaganych do wyszukiwania.
Prototyp wyszukiwarki został uruchomiony w 2019 roku, ale pierwsza wersja ogólnodostępna została uruchomiona dopiero w 2022 roku. 
28 czerwca 2023 roku Kagi otrzymał od 42 "akredytowanych inwestorów" 670 tysięcy dolarów. 